# Daria
Daria (em árabe: الدرعية; romaniz.: Diriyah; Dereyeh; Dariyya) é uma cidade da Arábia Saudita, localizada nos limites noroeste da capital árabe, Riade. Daria foi o lar original da Família Real Saudita e serviu como capital da Primeira dinastia Saudita, de 1744 a 1818. Hoje, a cidade é local do governo de Daria, que também inclui as vilas de Uiaina, Jubaila, e Amaria, entre outras, e faz parte da Província de Riade.

## Localização
As ruínas da cidade velha de Daria jazem do outro lado do estreito vale conhecido como Uádi Hanifa, que continua ao sul através de Riade e além. Consistindo quase inteiramente de estruturas de tijolos de barro, as ruínas são divididas em três distritos, Gussaiba, Mulabide, e Turaife, localizados no topo das colinas. Das três Turaife é a mais alta e sua parte traseira é facilmente acessível aos turistas. Parte das muralhas da cidade, também feita de tijolos de barro, ainda possuem as mesmas torres de observação.
A cidade moderna foi construída numa menor altitude, aos pés da colina, onde Turaife localiza-se. Ao Norte da cidade, dentro do vale, existem vários jardins, palmeirais e algumas fazendas. Uma represa chamada de Alilbe localiza-se mais ao norte.

## Planos de renovação e desenvolvimento
Entre as estruturas reconstruídas estão a Casa de Banhos, o Alcácer Nácer, o Palácio de Saade bine Saúde, o Burje Faiçal (uma torre de observação), grandes partes da muralha ao redor de Turaife e partes das muralhas externa, bem como algumas torres de observação ao redor do uádi. Fora do distrito de Turaife, no lado oposto da Uádi Hanifa, a região da mesquita do Xeque Maomé ibne Abdal Uaabe foi remodelada completamente, restando somente algumas estruturas originais do complexo.
O Plano de Desenvolvimento do Distrito de Turaife" objetiva que o distrito volte a ser um grande centro turístico, cultural e nacional. Antes de se tornar um moderno museu a céu aberto, há a necessidade de muita pesquisa a fim de que sítios arqueológicos não sejam destruídos durante as reformas. Esse locais são:
- Mesquita do Imame Maomé ibne Saúde e o Palácio Salua.
- Palácios de Ibraim ibne Saúde e Faade ibne Saúde.
- Palácios de Farã ibne Saúde, Torqui ibne Saúde e Qoo'a Xaria'a

Uma vez terminados, haverá novos visitantes tanto no centro quanto no centro de documentação. Quatro novos museus estão planejados para o distrito:
- Museu da guerra e defesa
- Museu dos cavalos
- Museu da vida social
- Museu do comércio e finanças

Além do mais, um mercado tradicional de Turaife será abrigado no museu.

## Principais locais
As estruturas históricas da cidade velha incluem:
- Palácio Salua: Foi a primeira residência da Família Saúde e dos imams durante o Primeiro Estado Saudita. É considerado o maior palácio da região. É composto de cinco partes principais construídas em períodos de tempo diferentes. Provavelmente foi terminado por Saúde ibne Abdulazize ibne Maomé ibne Saúde, que foi imam de 1803 a 1814.
- A Casa de Anfitriões e Casa de Banhos de Turaife[4]: uma construção tradicional que consiste de pequenas quadras com salas ao redor. A Casa de Banhos é famosa por seu estilo arquitetônico diferente e mostra como a construção se tornou à prova d´água com o uso de diferentes gessos. Ambas recebem água de um poço no uádi.
- Mesquita do Imame Maomé ibne Saúde: uma mesquita construída durante o reinado do imame Maomé ibne Saúde. O Xeque Maomé ibne Abdal Uaabe costumava lecionar sobre o Islã nesta mesquita. [5] Tornou-se centro de educação religiosa. Estudantes costumavam viajar para a mesquita de várias partes da Península Arábica.
- Parque Mosim: campo de futebol na área de Nakheel. É o estádio do time Mosim FC, apelidado de Orgulho de Daria. O Parque Mosim foi construído em 2007, após sua mudança do centro de Riade.

O design da cidade pode ser facilmente estudado no Museu Nacional da Arábia Saudita, com o auxílio de um modelo em escala da cidade.

## UNESCO
O distrito de Turaife foi inscrito como Patrimônio Mundial por "testemunhar o nascimento do estilo arquitetônico Nadji, que é específico do centro da Península Árabe"